# Terremotos de Xingtai de 1966
Los terremotos de Xingtai de 1966 fueron una secuencia de grandes terremotos que tuvieron lugar entre el 8 y el 29 de marzo de 1966, en el área administrada por la ciudad a nivel de prefectura de Xingtai en la provincia sureña de Hebei, República Popular China.
El primer terremoto con magnitud 6,5 en la escala de magnitud de momento y epicentro en el condado de Longyao ocurrió a las 05:29 hora local del 8 de marzo de 1966. Fue seguido por una secuencia de cinco terremotos superiores a magnitud 6,0 que duraron hasta el 29 de marzo de 1966. El más fuerte de estos terremotos tuvo una magnitud de 6,8 y tuvo lugar en la parte sureste del condado de Ningjin a las 16:19 hora local del 22 de marzo.Los daños del terremoto incluyeron 8.064 muertos, 38.000 heridos y más de 5 millones de casas destruidas.

## Terremotos
1º. 08-03-1966, 05:29:19 hora local, 37.156°N 114.875°E, 25 kilómetros, 6,5
2º. 22-03-1966, 16:11:37 hora local, 37.535°N 115.039°E, 20 kilómetros, 6,2
3º. 22-03-1966, 16:19:36 hora local, 37.545°N 115.061°E, 20 kilómetros, 6,8
4º. 26-03-1966, 23:19:04 hora local, 37.714°N 115.275°E, 20 kilómetros, 6,0
5º. 29-03-1966, 14:12:00 hora local, 37.464°N 115.127°E, 20 kilómetros, 6,0